# Schendylops tropicus
Schendylops tropicus är en mångfotingart som först beskrevs av Henri W. Brölemann och Ribaut 1911.  Schendylops tropicus ingår i släktet Schendylops och familjen småjordkrypare.
Artens utbredningsområde är Franska Guyana. Inga underarter finns listade i Catalogue of Life.